# Tmeticus neserigonoides
Tmeticus neserigonoides là một loài nhện trong họ Linyphiidae.
Loài này thuộc chi Tmeticus. Tmeticus neserigonoides được miêu tả năm 2001 bởi Kendo Saito & Ono.